# مارتن هيرش
مارتن هيرش (بالفرنسية: Martin Hirsch)‏ هو مسؤول فرنسي، ولد في 6 ديسمبر 1963 في سوريسن في فرنسا.
المدير العام الحالي للمساعدة العامة بمستشفيات باريس والرئيس السابق لوكالة الخدمة المدنية وإيماوس والوكالة الجديدة للتضامن النشط، وكان من 2007 إلى 2010 المفوض السامي للتضامن النشط ضد الفقر، داخل حكومة فيلون. منذ عام 2009، كان يعمل في منصب المفوض السامي للشباب، قبل أن يغادر الحكومة في ربيع 2010.

## سيرة
تلقى مارتن هيرش في عام 1983 في المدرسة العليا للأساتذة، حيث تابع دراسات في علم الأحياء. بعد خمس سنوات من الدراسات الطبية في كلية كوشين بورت رويال، حصل على شهادة الدراسات المعمقة في البيولوجيا العصبية، وانضم إلى المدرسة الوطنية للإدارة في عام 1988، عند خروجه منها انضم إلى مجلس الدولة.
رُقي إلى مقرر في عام 1993، أصبح مستشارًا قانونيًا للصندوق الوطني للتأمين على المرض للعاملين الأجراء (1990-1992)، ثم وزارة الصحة والعمل الإنساني (1992-1993).
ثم شغل منصب نائب الأمين العام لمجلس الدولة (1993-1995)، ثم عاد إلى توجهاته الأولى من خلال اتخاذ اتجاه الصيدلية المركزية لمستشفيات باريس (أعيدت تسميتها الوكالة العامة للمعدات والمنتجات الصحية في عام 2001 والمساعدة العامة - مستشفيات باريس (1995). كما أنه درس في معهد الدراسات السياسية في باريس بين عامي 1990 و 1997، وفي المدرسة الوطنية للإدارة (فرنسا) في عام 1994.
رئيس الاتحاد المركزي لمجتمعات عموس من 1995 إلى 2002، أصبح رئيس اتحاد عمواس فرنسا في مايو 2002 واستقال في 18 مايو 2007، لضمان استقلال حركة إيموس، عقب تعيينه المفوض السامي للتضامن الناشط ضد الفقر في الحكومة فرانسوا فيون
في عام 1997، دخل السياسة وأصبح مديرًا لديوان برنارد كوشنر في الأمانة العامة للصحة والرعاية الاجتماعية، ومستشارًا صحيًا في مكتب مارتين أوبري بوزارة التوظيف والشؤون الاجتماعية والتضامن.
بعد عامين، شغل منصب المدير العام للوكالة الفرنسية لسلامة الأغذية، وهو المنصب الذي شغله حتى عام 2005، ولم يرغب في تجديد ولايته. في ذلك التاريخ، عاد إلى مجلس الدولة وأصبح مستشارًا للدولة في عام 2006.
أسس في يناير 2006 مع بنوا جيني، الوكالة الجديدة للتضامن النشط، أصبح رئيسًا ثم مديرًا عامًا لها. تهدف هذه الوكالة إلى تنفيذ الإجراءات المحلية لمكافحة الفقر، بالشراكة مع السلطات العامة والشركات (بنوا جيني هو الرئيس الحالي للجمعية)
وهو أيضًا نائب رئيس جمعية أبحاث السرطان، وعضو اللجنة الاستشارية للهيئة العليا لمناهضة التمييز والمساواة منذ عام 2005، ومدير وكالة الأدوية الأوروبية، عضو في منتدى الهيئة الأوروبية لسلامة الأغذية والمجلس الوطني لسياسات مكافحة الفقر والإقصاء الاجتماعي.
تم تعيينه مفوضا ساميا لشؤون التضامن لمكافحة الفقر في حكومة فرانسوا فيون 18 ماي 2007 يؤدي وظائف مشابهة لتلك التي يقوم بها كاتب دولة مع الارتباط المباشر برئيس الوزراء وبالتالي دون الاعتماد على وزير الوصاية.
إنه يريد «يخرج من الانقسام بين اليسار الذي يدافع عن المساعدة واليمين الذي يتحول إلى احتكار الجهد».
هو صاحب خطة دخل التضامن النشط المسجلة في برنامج المرشح الرئاسي ساركوزي وإنجازها بعد تجرتها في أربعة عشر الإدارات. بعد خمس سنوات من إطلاقها، تم وصف هذه الميزة في لو فيغارو بأنها فشل، خط الفقر في غضون خمس سنوات، من أصل مليوني شخص، ولم يتحسن معدل العودة إلى العمل إلا بنسبة 9٪.
في 12 يناير 2009 تم تعيينه المفوض السامي للشباب على حساب برنارد لابورت. جمع هذه الوظيفة مع السابقة حتى رحيله من الحكومة. في هذا السياق، قدم في 6 يوليو 2009 «الورقة الخضراء حول الشباب»  التي تعد خطة شبابية التي تم الإعلان عنها في 29 سبتمبر 2009.
22 مارس 2010، في أعقاب الانتخابات الإقليمية، غادر الحكومة متوجهاً إلى وكالة الخدمة المدنية، التي كان قد أنشأها سابقًا. ليصبح رئيسا 14 ماي 2010  حتى 13 نوفمبر 2013، تاريخ تعيينه من قبل مجلس الوزراء مديرا عاما لل للمساعدة العامة - مستشفيات باريس، ليحل محل ميراي فوجير. ويحل محله فرانسوا شيريك  كرئيس لوكالة الخدمة المدنية. لا يزال رئيسًا لمعهد الالتزام ، وهي جمعية أنشأها عام 2012 لمساعدة المتطوعين المختارين على تطوير وتعزيز الصفات التي كشف عنها خلال الخدمة المدنية   
وهو أيضًا رئيس مشارك لـ "اكشن تانك المشاريع والفقر" و "منبرالأعمال الاجتماعية
" في المدرسة العليا للتجارة (فرنسا) منذ 2011. لقد كان عضوًا في مجموعة الشخصيات البارزة في مجلس أوروبا (2010-2011)، وعضوًا في لجنة باشليه في مجال الحماية الاجتماعية (2010-2012).
في الانتخابات الرئاسية الفرنسية لعام 2012، أعلن أنه سيصوت لصالح فرانسوا هولاند.
في 13 نوفمبر 2013، تم تعيينه بموجب مرسوم تنفيذي مديرا عاما للمساعدة العامة - مستشفيات باريس.

## عائلة
مارتن هيرش هو ابن برنارد هيرش (1927-1988)، وكان مدير المدرسة الوطنية للطرق والجسور وحفيد إتيان هيرش (1901-1994)، المفوض العام السابق لتخطيط.
وهو متزوج من فلورنس نوفيل.

## الأوسمة
فارس وسام الاستحقاق الوطني
فارس من وسام جوقة الشرف الوطني (2012) 